# Лунган (Хулудао)
Лунга́н (кит. упр. 龙港, пиньинь Lónggǎng, буквально: «гавань дракона») — район городского подчинения городского округа Хулудао провинции Ляонин (КНР).

## История
В 1958 году в уезде Цзиньси был основан посёлок Мачжанфан (马仗房镇). В 1961 году он был преобразован в район Хулудао (葫芦岛区) города Цзиньчжоу. В 1969 году район был преобразован в посёлок Хулудао (葫芦岛镇) уезда Цзиньси. В 1983 году он опять стал районом Хулудао города Цзиньчжоу.
После выделения в 1989 году из состава Цзиньчжоу городского округа Цзиньси Хулудао стал районом в его составе. Когда в 1994 году Цзиньси был переименован в Хулудао, район Хулудао был переименован в Лунган.

## Административное деление
Район Лунган делится на 10 уличных комитетов и 1 волость.

## Соседние административные единицы
Район Лунган граничит со следующими административными единицами:
- Район Ляньшань (на северо-западе)
- Городской уезд Синчэн (на юго-западе)